# جمب أولتميت ستارز
جامب أولتميت ستارز (بالإنجليزية: Jump Ultimate Stars)، هي لعبة فيديو يابانية، من تطوير غانباريون ونشرها شركة نينتندو، صدرت اللعبة في الأسواق اليابانية سنة 2006، وتعمل حصراً لمنصة نينتندو دي إس.